# Spickzwiebel
Eine Spickzwiebel (französisch oignon piqué, englisch “pricked onion” oder “studded onion”) ist eine mit Gewürznelken und Lorbeerblatt besteckte Zwiebel. Gespickte Zwiebeln werden  zur Würzung von Brühen, Fonds, Suppen, Eintöpfen, Fleischspeisen oder Saucen in die Kochflüssigkeit dazugegeben; nach der Garzeit wird die Spickzwiebel entfernt. Die Zwiebel kann je nach der Menge des zu zubereitenden Gerichts auch nur mit einer einzelnen oder aber mehreren Nelken gespickt werden, oder es werden nur je eine halbe oder viertel Zwiebel verwendet.